# Orașul 511
Orașul 511 este primul album al formației rock Alternosfera.

## Albumul
Albumul de debut, Orașul 511, a fost lansat la 28 mai 2005 în clubul chișinăuean „Moscova”. Denumirea albumului provine de la garajul nr. 511, unde formația își avea sala de repetiție. Mixaje și înregistrări efectuate în perioada septembrie–decembrie 2004 la studioul ADM din Chișinău, Moldova. Inginer de sunet: Andrei Lifenco. Mastering realizat în luna februarie 2005 la studioul МГСУ din Moscova, Rusia. Inginer de sunet: Serj Bolishakov.

## Lista cântecelor
| #   | Titlul                       | Durata |
| --- | ---------------------------- | ------ |
| 1.  | "Drumuri de noroi"           | 4:04   |
| 2.  | "Oriental Monk"              | 3:32   |
| 3.  | "Shadow"                     | 4:23   |
| 4.  | "Ikar"                       | 3:18   |
| 5.  | "1500"                       | 3:28   |
| 6.  | "Spune-mi"                   | 4:03   |
| 7.  | "Picaj"                      | 3:00   |
| 8.  | "Astă vară"                  | 4:10   |
| 9.  | "Wamintirile"                | 5:11   |
| 10. | "Зима"                       | 4:13   |
| 11. | "Vreau să-mi dai"            | 4:57   |
| 12. | "511"                        | 4:46   |
| 13. | "Alternocrazy" (bonus track) | 3:19   |

## Videoclipuri
„Wamintirile” este primul videoclip al formației Alternosfera. Clipul a fost filmat în aprilie 2004. Filmările au avut loc pe aerodromul din orașul Vadul lui Vodă. Regizor: Igor Cobileanschi.
„1500” este o lucrare video-cronică ce conține secvențe din concertele anului 2004–2005 ale formației. Montaj: Egor Brînză.
Alternosfera continuă să strângă premii pentru clipul său apocaliptic „Orașul 511”. După locul întâi luat la Festivalul „Cronograf 2006”, videoclipul primește premiul „Trombonul de aur” oferit de Muz TV Moldova. Patru luni la rând „Orasul 511” se menține în vârful „Top 7”.